# Erraid
Erraid är en ö i Storbritannien.   Den ligger i kommunen Argyll and Bute och riksdelen Skottland, i den nordvästra delen av landet, 700 km nordväst om huvudstaden London. Arean är 1,9 kvadratkilometer.
Terrängen på Erraid är lite kuperad. Öns högsta punkt är 954 meter över havet. 